# (2625) Jack London
(2625) Jack London (1976 JQ2; 1934 NC1; 1979 HZ1) ist ein Asteroid des inneren Hauptgürtels, der am 2. Mai 1976 vom russischen (damals: Sowjetunion) Astronomen Nikolai Stepanowitsch Tschernych am Krim-Observatorium (Zweigstelle Nautschnyj) auf der Halbinsel Krim (IAU-Code 095) entdeckt wurde.

## Benennung
(2625) Jack London wurde nach dem berühmten US-amerikanischen Schriftsteller Jack London (1876–1916) benannt.